# Teresa de Anunciada
La Madre Teresa de Anunciada (Ribeira Seca, 25 de noviembre de 1658 - Ponta Delgada, 16 de mayo de 1738) fue una monja de la Orden de las Clarisas conocida por ser la iniciadora de la devoción al Santo Cristo de los Milagros en la ciudad de Ponta Delgada, hoy la mayor festividad religiosa de las Islas Azores. Murió con fama de santidad, habiendo sido declarada oficialmente como Venerable. Actualmente se encuentra en proceso de beatificación.

## Biografía
Nació y fue bautizada el 25 de noviembre de 1658, en la parroquia de San Pedro de Ribeira Seca en la isla de São Miguel en el archipiélago de las Islas Azores en Portugal.
Su padre falleció el 24 de enero de 1666, tras una prolongada enfermedad, dejando a los hijos más jóvenes a cargo de la madre viuda. Desde su juventud, Teresa se interesó por la literatura religiosa, en particular la vida de santos, y, en particular, por las revelaciones de Santa Brígida de Suecia.
A los 23 años entró al Convento de Nuestra Señora de la Esperanza en Ponta Delgada, donde inició su noviciado el 19 de noviembre de 1681 y recibe el velo de novicia el 20 de junio de 1682.
En el convento desarrolla una fuerte devoción por una imagen de Cristo en su iconografía del Ecce Homo que allí existía, pasando a dedicar gran parte de su tiempo a su veneración. 
A partir de ahí se dedica al culto de la imagen, pasando a asegurar que en visiones y sueños el Cristo le hablaba, indicándole cuáles eran sus deseos en relación con aquel culto y cuáles las obras y decoraciones que debían hacerse en torno a la imagen. En 1698 se celebró la primera procesión del Santo Cristo o Ecce Homo del Convento de la Esperanza.
El culto gana finalmente una gran expresión popular cuando en 1713, en el auge de una crisis sísmica, la imagen cae al ocurrir un fuerte sismo durante una procesión, siendo tenido como milagroso pues la imagen no se rompió y la crisis sísmica cesó al instante. Después de este incidente la imagen adquiere su actual advocación del Senhor Santo Cristo dos Milagres, pasando su procesión a ocupar uno de los lugares centrales del calendario religioso de las Azores.
Después de una vida dedicada a la promoción del culto de la imagen del Cristo de los Milagros, murió a los 79 años, con fama de santidad, el 16 de mayo de 1738.
Hoy en día está en proceso de beatificación.